# 北海道子どもの国
北海道子どもの国（ほっかいどうこどものくに）は、北海道砂川市にある公園。

## 概要
1974年（昭和49年）に自然に親しみながら児童の夢と希望を育む場として道立公園の適地に認められた。約80科255種の樹木や野草があり、野生小動物もいる公園となっており、1989年（平成元年）には「日本の都市公園100選」に選定されている。
一般道路のほかに道央自動車道砂川SAからもアクセスできる。

## 沿革
- 1969年 - 第3期北海道総合開発計画案にて子どもの国建設構想を発表、砂川市と他56市町村が建設誘致を行う[2]。
- 1973年 - 砂川への子どもの国建設が決定[3]。
- 1974年7月10日 - 都市計画決定[1]。
- 1976年7月10日 - 砂川少年自然の家開所[1]。
- 1976年 - 事業着手[1]。
- 1979年8月1日 - アスレチックコース供用開始[1]。
- 1989年7月1日 - ピラミッド供用開始[1]。
- 1991年 - 全面供用開始[1]。ふしぎの森・砂川ハイウェイオアシス開業。
- 2013年 - 砂川ハイウェイオアシス館2階に屋内遊具スペースを開設[2]。
- 2015年8月8日 - 砂川ハイウェイオアシス館南隣に道央自動車道砂川SAスマートインターチェンジが開通[4]。
- 2019年6月 - 管理事務所前に遊水施設開業[2]。

## 施設
レストハウス・公園管理事務所
ふしぎの森
世界の七不思議と言われているものを縮尺再現（スケールモデル）して遊具などに利用しており、有料施設となっている。
利用期間：4月下旬から11月中旬まで
ピラミッド、カタコンベ、万里の長城、ファロス（アレクサンドリアの大灯台）、ピサの斜塔、ストーンヘンジ、森の迷宮、パークゴルフ場、フワフワドーム
ヤッホーの森
遊具
スラローム、ムササビジャンプ、ローラーすべり台、ブランコ、サーフィン、ゆらゆらUFO、凹凸ステップ、シーソー、ジャングルジム、ボールシュート・リングシュート、コンビネーション遊具
遊水路
利用期間：6月上旬から9月末頃まで
ジャンボスベリ台
キャンプ場
1977年（昭和52年）開設。利用期間：6月下旬から9月中旬まで（宿泊）、 5月下旬から10月上旬まで（日帰り）
管理棟、炊事棟2棟、トイレ（水洗・障害者対応）1棟、多目的スペース（屋根付）1ヵ所、テントサイト57区画、かまど27個、キャンプファイヤー用炉1ヵ所、自動販売機1台
野外ステージ
斜面を利用して1,000人の収容可能（照明設備なし）。
バーベキューコーナー
かまど10基（40cm×60cm）、ベンチ、水道設備（照明設備なし）。
ホタルの沢
ヤッホーの森南側の沢地。砂川青年会議所が20年以上前からホタルの住める環境づくりや放虫などの育成に取り組んできた。今では公園内で自然繁殖するようになりホタルの観賞会を実施している。
展望台
1997年（平成9年）改築。石山（標高237m）山頂にあり、展望台の高さは28m。石山遊歩道入口から徒歩約30分（冬場は約1時間）かかる。
観賞池
面積は6,000m²。
北海道立青少年体験活動支援施設ネイパル砂川
1976年（昭和51年）開所。旧称は北海道立砂川少年自然の家。定員200名。宿泊室（12名定員：2段ベッド部屋14部屋、16名定員：和室2部屋、4名定員：和室2部屋）、研修室（200名収容）、体育館。
砂川ハイウェイオアシス館
1991年（平成3年）完成。道央道や砂川SAスマートインターチェンジから訪れる際の玄関口となる施設。1階は土産物店やレストランが、2階は砂川市ふるさと活性化プラザ（多目的ホール）がある。
歩くスキーコース
1月から3月にかけて約3kmと約4kmのコースが整備される。用具の無料貸し出しも行われる。

## 参考資料
- “北海道子どもの国管理規則”. 北海道例規類集.  北海道. 2016年10月16日閲覧。